# Anna Martvoňová
Anna Martvoňová, (Hornungová), rozená Mányiová, (3. října 1922, Nitra, Československo – 16. prosince 1990, Bratislava, Československo) byla slovenská operní pěvkyně, dlouholetá sólistka Slovenského národního divadla. Manželka sólisty Slovenského národního divadla Juraje Martvoně.
- 1941–1942 působila jako členka sboru opery SND
- 1943–1945 jako členka divadla v Nitře
- od 1. května 1946 opět jako členka sboru opery SND
- od 1. července 1951 až do svého odchodu do důchodu (31. prosince 1985) jako sólistka opery SND